# Christian Sgrooten
Christian Sgrooten (aussi Sgroten, Schrooten, Schrot, Schrott, 's Grooten, Sgrootenus), en néerlandais : Christiaan Sgroten, né à Sonsbeck (entre Gueldre et Xanten) vers 1532 et mort à Kalkar vers 1608, est un cartographe néerlandais, région alors sous domination espagnole.

## Œuvre
La première fois que le nom de Christian Sgrooten est mentionné le fut en 1557 quand il a imprimé une carte de la Gueldre. En 1568, le duc d'Albe (1507-1582), commandant de Philippe II d'Espagne pour les Pays-Bas, lui donne l'ordre de dessiner toutes les cartes des provinces, régions, villes qui appartenaient alors à la couronne espagnole.
Il entre ainsi au service du roi de l'Espagne et réalise pour lui deux atlas comprenant des cartes des Pays-Bas. Le premier atlas, datant de 1573, est maintenant conservé à la Bibliothèque royale de Belgique. Cet atlas contient 38 cartes de régions européennes, de l'Irlande à l'Autriche. La deuxième réalisé à partir de 1592 est conservé à la Bibliothèque nationale d'Espagne à Madrid. Cet atlas, en plus des cartes contenues dans la publication antérieure, comprend des cartes d'autres régions du monde.
Une des principales sources sur laquelle Sgrooten s'est basé pour réaliser son travail est les cartes et plans de Jacob van Deventer. Il y a apporté de nombreuses corrections et clarifications ainsi que la description d'itinéraires. Les cartes contenues dans ces deux atlas possédaient un degré élevé de précision.

## Cartes réalisées par Christian Sgrooten

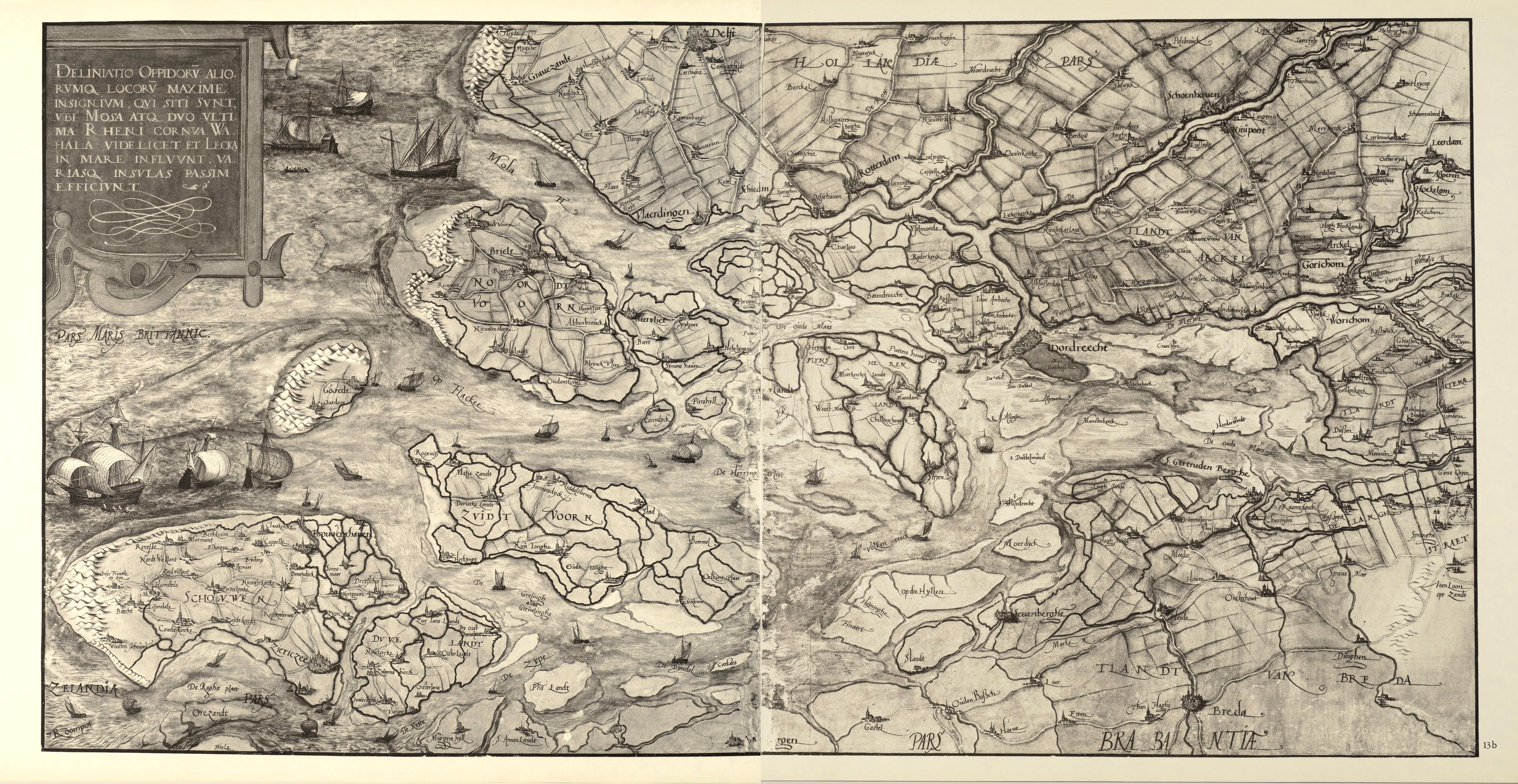
Reproduction de Effluxus Mosae et Duorum Cornuum Rheni in: Mare Britannicu[m]
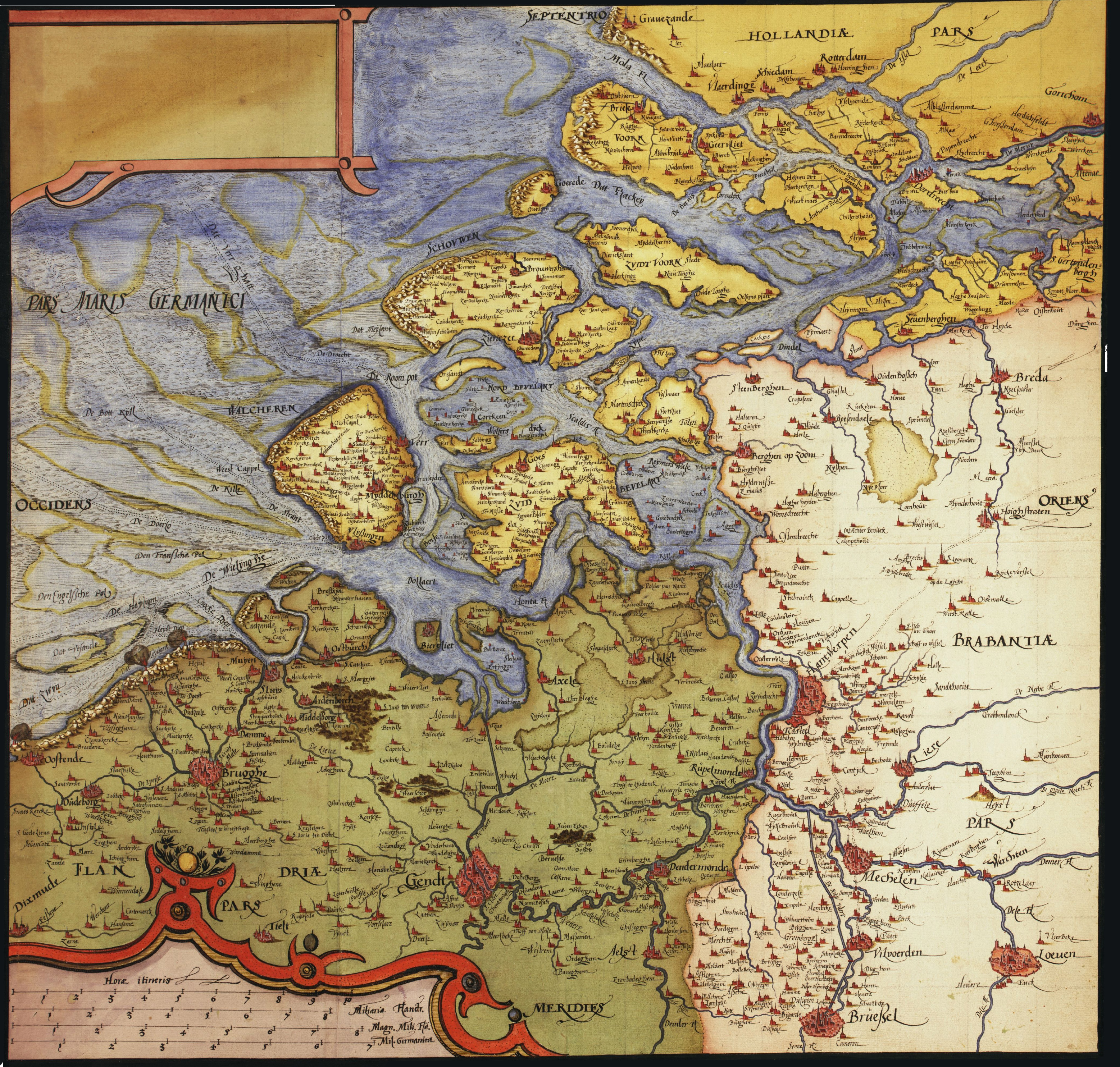
Zelandicarum Insularum Una Cum Limitibus Earum Descriptio
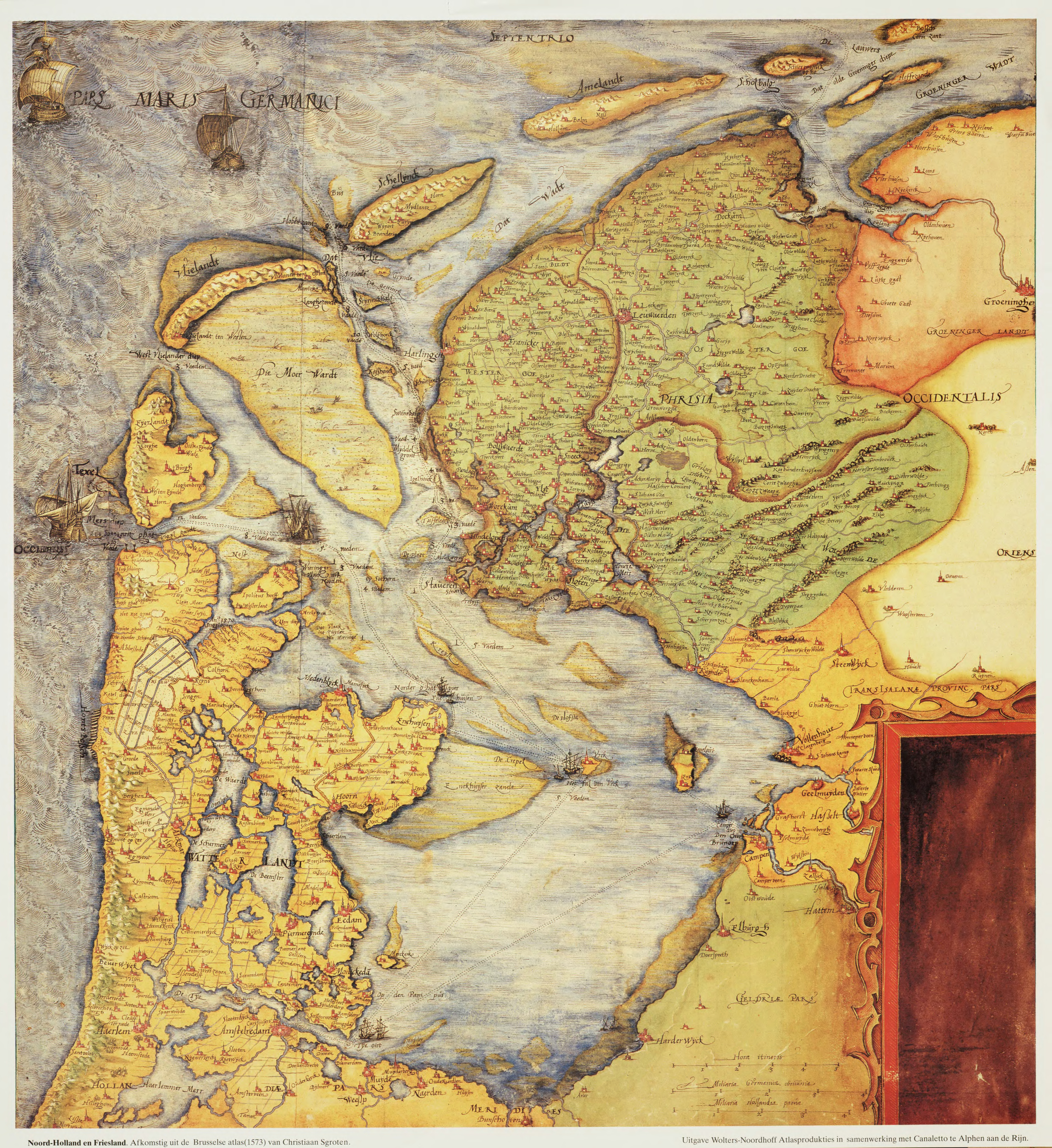
Delineatio Sinus Meridionalis Maris, Vulgo De Zuyder Zee; Phrisia occidentalis, et Watterlandia
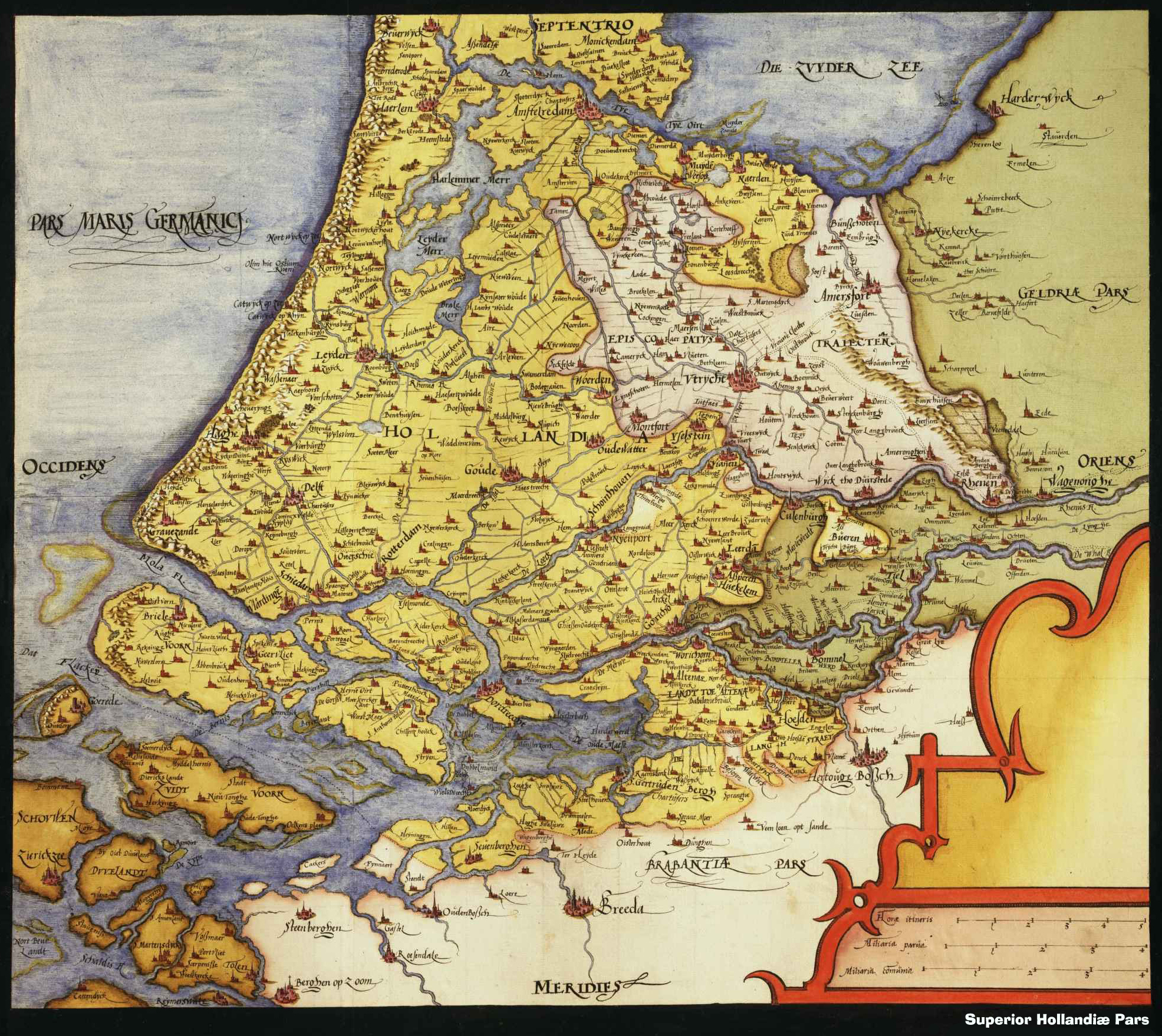
Superioris Hollandiae Pars, in qua Situs est Episcopatus, 1573
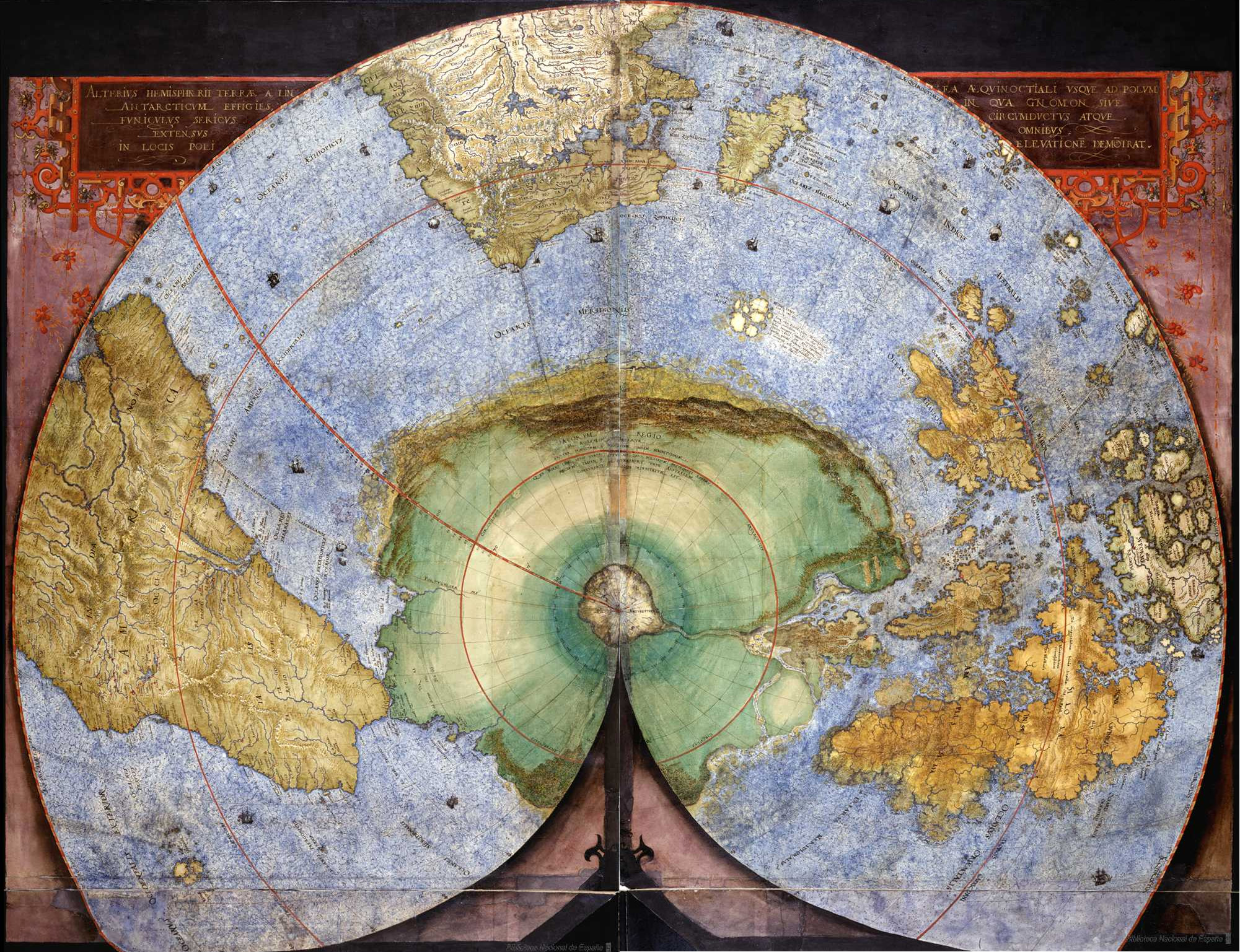
Hemisphaerium Meridional,e 1592
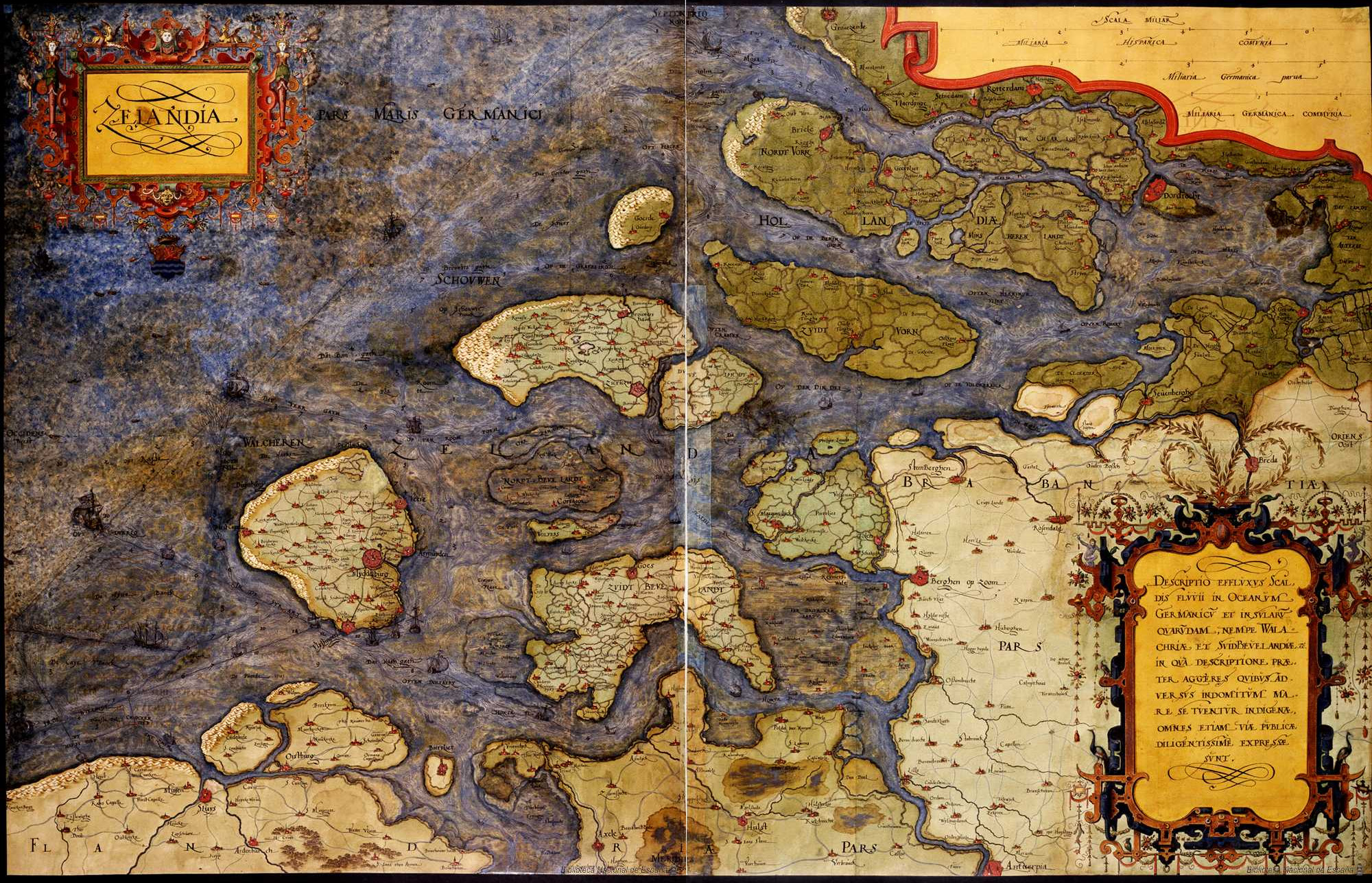
Ostendes Comitatus Zelandiae et Portuum Eius, 1592